# Батарея (шахи)
Батарея — шаховий термін, що означає перебування двох або більше далекобійних фігур на одній і тій самій лінії.
|   | a | b | c | d | e | f | g | h |   |
| 8 | e8 чорний король · a5 чорний слон · b4 чорний ферзь · d2 білий пішак · e1 білий король · f1 біла тура | e8 чорний король · a5 чорний слон · b4 чорний ферзь · d2 білий пішак · e1 білий король · f1 біла тура | e8 чорний король · a5 чорний слон · b4 чорний ферзь · d2 білий пішак · e1 білий король · f1 біла тура | e8 чорний король · a5 чорний слон · b4 чорний ферзь · d2 білий пішак · e1 білий король · f1 біла тура | e8 чорний король · a5 чорний слон · b4 чорний ферзь · d2 білий пішак · e1 білий король · f1 біла тура | e8 чорний король · a5 чорний слон · b4 чорний ферзь · d2 білий пішак · e1 білий король · f1 біла тура | e8 чорний король · a5 чорний слон · b4 чорний ферзь · d2 білий пішак · e1 білий король · f1 біла тура | e8 чорний король · a5 чорний слон · b4 чорний ферзь · d2 білий пішак · e1 білий король · f1 біла тура | 8 |
| 7 | e8 чорний король · a5 чорний слон · b4 чорний ферзь · d2 білий пішак · e1 білий король · f1 біла тура | e8 чорний король · a5 чорний слон · b4 чорний ферзь · d2 білий пішак · e1 білий король · f1 біла тура | e8 чорний король · a5 чорний слон · b4 чорний ферзь · d2 білий пішак · e1 білий король · f1 біла тура | e8 чорний король · a5 чорний слон · b4 чорний ферзь · d2 білий пішак · e1 білий король · f1 біла тура | e8 чорний король · a5 чорний слон · b4 чорний ферзь · d2 білий пішак · e1 білий король · f1 біла тура | e8 чорний король · a5 чорний слон · b4 чорний ферзь · d2 білий пішак · e1 білий король · f1 біла тура | e8 чорний король · a5 чорний слон · b4 чорний ферзь · d2 білий пішак · e1 білий король · f1 біла тура | e8 чорний король · a5 чорний слон · b4 чорний ферзь · d2 білий пішак · e1 білий король · f1 біла тура | 7 |
| 6 | e8 чорний король · a5 чорний слон · b4 чорний ферзь · d2 білий пішак · e1 білий король · f1 біла тура | e8 чорний король · a5 чорний слон · b4 чорний ферзь · d2 білий пішак · e1 білий король · f1 біла тура | e8 чорний король · a5 чорний слон · b4 чорний ферзь · d2 білий пішак · e1 білий король · f1 біла тура | e8 чорний король · a5 чорний слон · b4 чорний ферзь · d2 білий пішак · e1 білий король · f1 біла тура | e8 чорний король · a5 чорний слон · b4 чорний ферзь · d2 білий пішак · e1 білий король · f1 біла тура | e8 чорний король · a5 чорний слон · b4 чорний ферзь · d2 білий пішак · e1 білий король · f1 біла тура | e8 чорний король · a5 чорний слон · b4 чорний ферзь · d2 білий пішак · e1 білий король · f1 біла тура | e8 чорний король · a5 чорний слон · b4 чорний ферзь · d2 білий пішак · e1 білий король · f1 біла тура | 6 |
| 5 | e8 чорний король · a5 чорний слон · b4 чорний ферзь · d2 білий пішак · e1 білий король · f1 біла тура | e8 чорний король · a5 чорний слон · b4 чорний ферзь · d2 білий пішак · e1 білий король · f1 біла тура | e8 чорний король · a5 чорний слон · b4 чорний ферзь · d2 білий пішак · e1 білий король · f1 біла тура | e8 чорний король · a5 чорний слон · b4 чорний ферзь · d2 білий пішак · e1 білий король · f1 біла тура | e8 чорний король · a5 чорний слон · b4 чорний ферзь · d2 білий пішак · e1 білий король · f1 біла тура | e8 чорний король · a5 чорний слон · b4 чорний ферзь · d2 білий пішак · e1 білий король · f1 біла тура | e8 чорний король · a5 чорний слон · b4 чорний ферзь · d2 білий пішак · e1 білий король · f1 біла тура | e8 чорний король · a5 чорний слон · b4 чорний ферзь · d2 білий пішак · e1 білий король · f1 біла тура | 5 |
| 4 | e8 чорний король · a5 чорний слон · b4 чорний ферзь · d2 білий пішак · e1 білий король · f1 біла тура | e8 чорний король · a5 чорний слон · b4 чорний ферзь · d2 білий пішак · e1 білий король · f1 біла тура | e8 чорний король · a5 чорний слон · b4 чорний ферзь · d2 білий пішак · e1 білий король · f1 біла тура | e8 чорний король · a5 чорний слон · b4 чорний ферзь · d2 білий пішак · e1 білий король · f1 біла тура | e8 чорний король · a5 чорний слон · b4 чорний ферзь · d2 білий пішак · e1 білий король · f1 біла тура | e8 чорний король · a5 чорний слон · b4 чорний ферзь · d2 білий пішак · e1 білий король · f1 біла тура | e8 чорний король · a5 чорний слон · b4 чорний ферзь · d2 білий пішак · e1 білий король · f1 біла тура | e8 чорний король · a5 чорний слон · b4 чорний ферзь · d2 білий пішак · e1 білий король · f1 біла тура | 4 |
| 3 | e8 чорний король · a5 чорний слон · b4 чорний ферзь · d2 білий пішак · e1 білий король · f1 біла тура | e8 чорний король · a5 чорний слон · b4 чорний ферзь · d2 білий пішак · e1 білий король · f1 біла тура | e8 чорний король · a5 чорний слон · b4 чорний ферзь · d2 білий пішак · e1 білий король · f1 біла тура | e8 чорний король · a5 чорний слон · b4 чорний ферзь · d2 білий пішак · e1 білий король · f1 біла тура | e8 чорний король · a5 чорний слон · b4 чорний ферзь · d2 білий пішак · e1 білий король · f1 біла тура | e8 чорний король · a5 чорний слон · b4 чорний ферзь · d2 білий пішак · e1 білий король · f1 біла тура | e8 чорний король · a5 чорний слон · b4 чорний ферзь · d2 білий пішак · e1 білий король · f1 біла тура | e8 чорний король · a5 чорний слон · b4 чорний ферзь · d2 білий пішак · e1 білий король · f1 біла тура | 3 |
| 2 | e8 чорний король · a5 чорний слон · b4 чорний ферзь · d2 білий пішак · e1 білий король · f1 біла тура | e8 чорний король · a5 чорний слон · b4 чорний ферзь · d2 білий пішак · e1 білий король · f1 біла тура | e8 чорний король · a5 чорний слон · b4 чорний ферзь · d2 білий пішак · e1 білий король · f1 біла тура | e8 чорний король · a5 чорний слон · b4 чорний ферзь · d2 білий пішак · e1 білий король · f1 біла тура | e8 чорний король · a5 чорний слон · b4 чорний ферзь · d2 білий пішак · e1 білий король · f1 біла тура | e8 чорний король · a5 чорний слон · b4 чорний ферзь · d2 білий пішак · e1 білий король · f1 біла тура | e8 чорний король · a5 чорний слон · b4 чорний ферзь · d2 білий пішак · e1 білий король · f1 біла тура | e8 чорний король · a5 чорний слон · b4 чорний ферзь · d2 білий пішак · e1 білий король · f1 біла тура | 2 |
| 1 | e8 чорний король · a5 чорний слон · b4 чорний ферзь · d2 білий пішак · e1 білий король · f1 біла тура | e8 чорний король · a5 чорний слон · b4 чорний ферзь · d2 білий пішак · e1 білий король · f1 біла тура | e8 чорний король · a5 чорний слон · b4 чорний ферзь · d2 білий пішак · e1 білий король · f1 біла тура | e8 чорний король · a5 чорний слон · b4 чорний ферзь · d2 білий пішак · e1 білий король · f1 біла тура | e8 чорний король · a5 чорний слон · b4 чорний ферзь · d2 білий пішак · e1 білий король · f1 біла тура | e8 чорний король · a5 чорний слон · b4 чорний ферзь · d2 білий пішак · e1 білий король · f1 біла тура | e8 чорний король · a5 чорний слон · b4 чорний ферзь · d2 білий пішак · e1 білий король · f1 біла тура | e8 чорний король · a5 чорний слон · b4 чорний ферзь · d2 білий пішак · e1 білий король · f1 біла тура | 1 |
|   | a | b | c | d | e | f | g | h |   |

|   | a | b | c | d | e | f | g | h |   |
| 8 | a8 чорна тура · e8 чорна тура · a7 чорний пішак · b7 чорний король · g7 чорний пішак · h7 чорний пішак · b6 чорний пішак · d5 чорний пішак · e5 біла тура · f5 чорний пішак · d4 білий пішак · f4 білий пішак · g3 білий пішак · h2 білий пішак · e1 біла тура · g1 білий король | a8 чорна тура · e8 чорна тура · a7 чорний пішак · b7 чорний король · g7 чорний пішак · h7 чорний пішак · b6 чорний пішак · d5 чорний пішак · e5 біла тура · f5 чорний пішак · d4 білий пішак · f4 білий пішак · g3 білий пішак · h2 білий пішак · e1 біла тура · g1 білий король | a8 чорна тура · e8 чорна тура · a7 чорний пішак · b7 чорний король · g7 чорний пішак · h7 чорний пішак · b6 чорний пішак · d5 чорний пішак · e5 біла тура · f5 чорний пішак · d4 білий пішак · f4 білий пішак · g3 білий пішак · h2 білий пішак · e1 біла тура · g1 білий король | a8 чорна тура · e8 чорна тура · a7 чорний пішак · b7 чорний король · g7 чорний пішак · h7 чорний пішак · b6 чорний пішак · d5 чорний пішак · e5 біла тура · f5 чорний пішак · d4 білий пішак · f4 білий пішак · g3 білий пішак · h2 білий пішак · e1 біла тура · g1 білий король | a8 чорна тура · e8 чорна тура · a7 чорний пішак · b7 чорний король · g7 чорний пішак · h7 чорний пішак · b6 чорний пішак · d5 чорний пішак · e5 біла тура · f5 чорний пішак · d4 білий пішак · f4 білий пішак · g3 білий пішак · h2 білий пішак · e1 біла тура · g1 білий король | a8 чорна тура · e8 чорна тура · a7 чорний пішак · b7 чорний король · g7 чорний пішак · h7 чорний пішак · b6 чорний пішак · d5 чорний пішак · e5 біла тура · f5 чорний пішак · d4 білий пішак · f4 білий пішак · g3 білий пішак · h2 білий пішак · e1 біла тура · g1 білий король | a8 чорна тура · e8 чорна тура · a7 чорний пішак · b7 чорний король · g7 чорний пішак · h7 чорний пішак · b6 чорний пішак · d5 чорний пішак · e5 біла тура · f5 чорний пішак · d4 білий пішак · f4 білий пішак · g3 білий пішак · h2 білий пішак · e1 біла тура · g1 білий король | a8 чорна тура · e8 чорна тура · a7 чорний пішак · b7 чорний король · g7 чорний пішак · h7 чорний пішак · b6 чорний пішак · d5 чорний пішак · e5 біла тура · f5 чорний пішак · d4 білий пішак · f4 білий пішак · g3 білий пішак · h2 білий пішак · e1 біла тура · g1 білий король | 8 |
| 7 | a8 чорна тура · e8 чорна тура · a7 чорний пішак · b7 чорний король · g7 чорний пішак · h7 чорний пішак · b6 чорний пішак · d5 чорний пішак · e5 біла тура · f5 чорний пішак · d4 білий пішак · f4 білий пішак · g3 білий пішак · h2 білий пішак · e1 біла тура · g1 білий король | a8 чорна тура · e8 чорна тура · a7 чорний пішак · b7 чорний король · g7 чорний пішак · h7 чорний пішак · b6 чорний пішак · d5 чорний пішак · e5 біла тура · f5 чорний пішак · d4 білий пішак · f4 білий пішак · g3 білий пішак · h2 білий пішак · e1 біла тура · g1 білий король | a8 чорна тура · e8 чорна тура · a7 чорний пішак · b7 чорний король · g7 чорний пішак · h7 чорний пішак · b6 чорний пішак · d5 чорний пішак · e5 біла тура · f5 чорний пішак · d4 білий пішак · f4 білий пішак · g3 білий пішак · h2 білий пішак · e1 біла тура · g1 білий король | a8 чорна тура · e8 чорна тура · a7 чорний пішак · b7 чорний король · g7 чорний пішак · h7 чорний пішак · b6 чорний пішак · d5 чорний пішак · e5 біла тура · f5 чорний пішак · d4 білий пішак · f4 білий пішак · g3 білий пішак · h2 білий пішак · e1 біла тура · g1 білий король | a8 чорна тура · e8 чорна тура · a7 чорний пішак · b7 чорний король · g7 чорний пішак · h7 чорний пішак · b6 чорний пішак · d5 чорний пішак · e5 біла тура · f5 чорний пішак · d4 білий пішак · f4 білий пішак · g3 білий пішак · h2 білий пішак · e1 біла тура · g1 білий король | a8 чорна тура · e8 чорна тура · a7 чорний пішак · b7 чорний король · g7 чорний пішак · h7 чорний пішак · b6 чорний пішак · d5 чорний пішак · e5 біла тура · f5 чорний пішак · d4 білий пішак · f4 білий пішак · g3 білий пішак · h2 білий пішак · e1 біла тура · g1 білий король | a8 чорна тура · e8 чорна тура · a7 чорний пішак · b7 чорний король · g7 чорний пішак · h7 чорний пішак · b6 чорний пішак · d5 чорний пішак · e5 біла тура · f5 чорний пішак · d4 білий пішак · f4 білий пішак · g3 білий пішак · h2 білий пішак · e1 біла тура · g1 білий король | a8 чорна тура · e8 чорна тура · a7 чорний пішак · b7 чорний король · g7 чорний пішак · h7 чорний пішак · b6 чорний пішак · d5 чорний пішак · e5 біла тура · f5 чорний пішак · d4 білий пішак · f4 білий пішак · g3 білий пішак · h2 білий пішак · e1 біла тура · g1 білий король | 7 |
| 6 | a8 чорна тура · e8 чорна тура · a7 чорний пішак · b7 чорний король · g7 чорний пішак · h7 чорний пішак · b6 чорний пішак · d5 чорний пішак · e5 біла тура · f5 чорний пішак · d4 білий пішак · f4 білий пішак · g3 білий пішак · h2 білий пішак · e1 біла тура · g1 білий король | a8 чорна тура · e8 чорна тура · a7 чорний пішак · b7 чорний король · g7 чорний пішак · h7 чорний пішак · b6 чорний пішак · d5 чорний пішак · e5 біла тура · f5 чорний пішак · d4 білий пішак · f4 білий пішак · g3 білий пішак · h2 білий пішак · e1 біла тура · g1 білий король | a8 чорна тура · e8 чорна тура · a7 чорний пішак · b7 чорний король · g7 чорний пішак · h7 чорний пішак · b6 чорний пішак · d5 чорний пішак · e5 біла тура · f5 чорний пішак · d4 білий пішак · f4 білий пішак · g3 білий пішак · h2 білий пішак · e1 біла тура · g1 білий король | a8 чорна тура · e8 чорна тура · a7 чорний пішак · b7 чорний король · g7 чорний пішак · h7 чорний пішак · b6 чорний пішак · d5 чорний пішак · e5 біла тура · f5 чорний пішак · d4 білий пішак · f4 білий пішак · g3 білий пішак · h2 білий пішак · e1 біла тура · g1 білий король | a8 чорна тура · e8 чорна тура · a7 чорний пішак · b7 чорний король · g7 чорний пішак · h7 чорний пішак · b6 чорний пішак · d5 чорний пішак · e5 біла тура · f5 чорний пішак · d4 білий пішак · f4 білий пішак · g3 білий пішак · h2 білий пішак · e1 біла тура · g1 білий король | a8 чорна тура · e8 чорна тура · a7 чорний пішак · b7 чорний король · g7 чорний пішак · h7 чорний пішак · b6 чорний пішак · d5 чорний пішак · e5 біла тура · f5 чорний пішак · d4 білий пішак · f4 білий пішак · g3 білий пішак · h2 білий пішак · e1 біла тура · g1 білий король | a8 чорна тура · e8 чорна тура · a7 чорний пішак · b7 чорний король · g7 чорний пішак · h7 чорний пішак · b6 чорний пішак · d5 чорний пішак · e5 біла тура · f5 чорний пішак · d4 білий пішак · f4 білий пішак · g3 білий пішак · h2 білий пішак · e1 біла тура · g1 білий король | a8 чорна тура · e8 чорна тура · a7 чорний пішак · b7 чорний король · g7 чорний пішак · h7 чорний пішак · b6 чорний пішак · d5 чорний пішак · e5 біла тура · f5 чорний пішак · d4 білий пішак · f4 білий пішак · g3 білий пішак · h2 білий пішак · e1 біла тура · g1 білий король | 6 |
| 5 | a8 чорна тура · e8 чорна тура · a7 чорний пішак · b7 чорний король · g7 чорний пішак · h7 чорний пішак · b6 чорний пішак · d5 чорний пішак · e5 біла тура · f5 чорний пішак · d4 білий пішак · f4 білий пішак · g3 білий пішак · h2 білий пішак · e1 біла тура · g1 білий король | a8 чорна тура · e8 чорна тура · a7 чорний пішак · b7 чорний король · g7 чорний пішак · h7 чорний пішак · b6 чорний пішак · d5 чорний пішак · e5 біла тура · f5 чорний пішак · d4 білий пішак · f4 білий пішак · g3 білий пішак · h2 білий пішак · e1 біла тура · g1 білий король | a8 чорна тура · e8 чорна тура · a7 чорний пішак · b7 чорний король · g7 чорний пішак · h7 чорний пішак · b6 чорний пішак · d5 чорний пішак · e5 біла тура · f5 чорний пішак · d4 білий пішак · f4 білий пішак · g3 білий пішак · h2 білий пішак · e1 біла тура · g1 білий король | a8 чорна тура · e8 чорна тура · a7 чорний пішак · b7 чорний король · g7 чорний пішак · h7 чорний пішак · b6 чорний пішак · d5 чорний пішак · e5 біла тура · f5 чорний пішак · d4 білий пішак · f4 білий пішак · g3 білий пішак · h2 білий пішак · e1 біла тура · g1 білий король | a8 чорна тура · e8 чорна тура · a7 чорний пішак · b7 чорний король · g7 чорний пішак · h7 чорний пішак · b6 чорний пішак · d5 чорний пішак · e5 біла тура · f5 чорний пішак · d4 білий пішак · f4 білий пішак · g3 білий пішак · h2 білий пішак · e1 біла тура · g1 білий король | a8 чорна тура · e8 чорна тура · a7 чорний пішак · b7 чорний король · g7 чорний пішак · h7 чорний пішак · b6 чорний пішак · d5 чорний пішак · e5 біла тура · f5 чорний пішак · d4 білий пішак · f4 білий пішак · g3 білий пішак · h2 білий пішак · e1 біла тура · g1 білий король | a8 чорна тура · e8 чорна тура · a7 чорний пішак · b7 чорний король · g7 чорний пішак · h7 чорний пішак · b6 чорний пішак · d5 чорний пішак · e5 біла тура · f5 чорний пішак · d4 білий пішак · f4 білий пішак · g3 білий пішак · h2 білий пішак · e1 біла тура · g1 білий король | a8 чорна тура · e8 чорна тура · a7 чорний пішак · b7 чорний король · g7 чорний пішак · h7 чорний пішак · b6 чорний пішак · d5 чорний пішак · e5 біла тура · f5 чорний пішак · d4 білий пішак · f4 білий пішак · g3 білий пішак · h2 білий пішак · e1 біла тура · g1 білий король | 5 |
| 4 | a8 чорна тура · e8 чорна тура · a7 чорний пішак · b7 чорний король · g7 чорний пішак · h7 чорний пішак · b6 чорний пішак · d5 чорний пішак · e5 біла тура · f5 чорний пішак · d4 білий пішак · f4 білий пішак · g3 білий пішак · h2 білий пішак · e1 біла тура · g1 білий король | a8 чорна тура · e8 чорна тура · a7 чорний пішак · b7 чорний король · g7 чорний пішак · h7 чорний пішак · b6 чорний пішак · d5 чорний пішак · e5 біла тура · f5 чорний пішак · d4 білий пішак · f4 білий пішак · g3 білий пішак · h2 білий пішак · e1 біла тура · g1 білий король | a8 чорна тура · e8 чорна тура · a7 чорний пішак · b7 чорний король · g7 чорний пішак · h7 чорний пішак · b6 чорний пішак · d5 чорний пішак · e5 біла тура · f5 чорний пішак · d4 білий пішак · f4 білий пішак · g3 білий пішак · h2 білий пішак · e1 біла тура · g1 білий король | a8 чорна тура · e8 чорна тура · a7 чорний пішак · b7 чорний король · g7 чорний пішак · h7 чорний пішак · b6 чорний пішак · d5 чорний пішак · e5 біла тура · f5 чорний пішак · d4 білий пішак · f4 білий пішак · g3 білий пішак · h2 білий пішак · e1 біла тура · g1 білий король | a8 чорна тура · e8 чорна тура · a7 чорний пішак · b7 чорний король · g7 чорний пішак · h7 чорний пішак · b6 чорний пішак · d5 чорний пішак · e5 біла тура · f5 чорний пішак · d4 білий пішак · f4 білий пішак · g3 білий пішак · h2 білий пішак · e1 біла тура · g1 білий король | a8 чорна тура · e8 чорна тура · a7 чорний пішак · b7 чорний король · g7 чорний пішак · h7 чорний пішак · b6 чорний пішак · d5 чорний пішак · e5 біла тура · f5 чорний пішак · d4 білий пішак · f4 білий пішак · g3 білий пішак · h2 білий пішак · e1 біла тура · g1 білий король | a8 чорна тура · e8 чорна тура · a7 чорний пішак · b7 чорний король · g7 чорний пішак · h7 чорний пішак · b6 чорний пішак · d5 чорний пішак · e5 біла тура · f5 чорний пішак · d4 білий пішак · f4 білий пішак · g3 білий пішак · h2 білий пішак · e1 біла тура · g1 білий король | a8 чорна тура · e8 чорна тура · a7 чорний пішак · b7 чорний король · g7 чорний пішак · h7 чорний пішак · b6 чорний пішак · d5 чорний пішак · e5 біла тура · f5 чорний пішак · d4 білий пішак · f4 білий пішак · g3 білий пішак · h2 білий пішак · e1 біла тура · g1 білий король | 4 |
| 3 | a8 чорна тура · e8 чорна тура · a7 чорний пішак · b7 чорний король · g7 чорний пішак · h7 чорний пішак · b6 чорний пішак · d5 чорний пішак · e5 біла тура · f5 чорний пішак · d4 білий пішак · f4 білий пішак · g3 білий пішак · h2 білий пішак · e1 біла тура · g1 білий король | a8 чорна тура · e8 чорна тура · a7 чорний пішак · b7 чорний король · g7 чорний пішак · h7 чорний пішак · b6 чорний пішак · d5 чорний пішак · e5 біла тура · f5 чорний пішак · d4 білий пішак · f4 білий пішак · g3 білий пішак · h2 білий пішак · e1 біла тура · g1 білий король | a8 чорна тура · e8 чорна тура · a7 чорний пішак · b7 чорний король · g7 чорний пішак · h7 чорний пішак · b6 чорний пішак · d5 чорний пішак · e5 біла тура · f5 чорний пішак · d4 білий пішак · f4 білий пішак · g3 білий пішак · h2 білий пішак · e1 біла тура · g1 білий король | a8 чорна тура · e8 чорна тура · a7 чорний пішак · b7 чорний король · g7 чорний пішак · h7 чорний пішак · b6 чорний пішак · d5 чорний пішак · e5 біла тура · f5 чорний пішак · d4 білий пішак · f4 білий пішак · g3 білий пішак · h2 білий пішак · e1 біла тура · g1 білий король | a8 чорна тура · e8 чорна тура · a7 чорний пішак · b7 чорний король · g7 чорний пішак · h7 чорний пішак · b6 чорний пішак · d5 чорний пішак · e5 біла тура · f5 чорний пішак · d4 білий пішак · f4 білий пішак · g3 білий пішак · h2 білий пішак · e1 біла тура · g1 білий король | a8 чорна тура · e8 чорна тура · a7 чорний пішак · b7 чорний король · g7 чорний пішак · h7 чорний пішак · b6 чорний пішак · d5 чорний пішак · e5 біла тура · f5 чорний пішак · d4 білий пішак · f4 білий пішак · g3 білий пішак · h2 білий пішак · e1 біла тура · g1 білий король | a8 чорна тура · e8 чорна тура · a7 чорний пішак · b7 чорний король · g7 чорний пішак · h7 чорний пішак · b6 чорний пішак · d5 чорний пішак · e5 біла тура · f5 чорний пішак · d4 білий пішак · f4 білий пішак · g3 білий пішак · h2 білий пішак · e1 біла тура · g1 білий король | a8 чорна тура · e8 чорна тура · a7 чорний пішак · b7 чорний король · g7 чорний пішак · h7 чорний пішак · b6 чорний пішак · d5 чорний пішак · e5 біла тура · f5 чорний пішак · d4 білий пішак · f4 білий пішак · g3 білий пішак · h2 білий пішак · e1 біла тура · g1 білий король | 3 |
| 2 | a8 чорна тура · e8 чорна тура · a7 чорний пішак · b7 чорний король · g7 чорний пішак · h7 чорний пішак · b6 чорний пішак · d5 чорний пішак · e5 біла тура · f5 чорний пішак · d4 білий пішак · f4 білий пішак · g3 білий пішак · h2 білий пішак · e1 біла тура · g1 білий король | a8 чорна тура · e8 чорна тура · a7 чорний пішак · b7 чорний король · g7 чорний пішак · h7 чорний пішак · b6 чорний пішак · d5 чорний пішак · e5 біла тура · f5 чорний пішак · d4 білий пішак · f4 білий пішак · g3 білий пішак · h2 білий пішак · e1 біла тура · g1 білий король | a8 чорна тура · e8 чорна тура · a7 чорний пішак · b7 чорний король · g7 чорний пішак · h7 чорний пішак · b6 чорний пішак · d5 чорний пішак · e5 біла тура · f5 чорний пішак · d4 білий пішак · f4 білий пішак · g3 білий пішак · h2 білий пішак · e1 біла тура · g1 білий король | a8 чорна тура · e8 чорна тура · a7 чорний пішак · b7 чорний король · g7 чорний пішак · h7 чорний пішак · b6 чорний пішак · d5 чорний пішак · e5 біла тура · f5 чорний пішак · d4 білий пішак · f4 білий пішак · g3 білий пішак · h2 білий пішак · e1 біла тура · g1 білий король | a8 чорна тура · e8 чорна тура · a7 чорний пішак · b7 чорний король · g7 чорний пішак · h7 чорний пішак · b6 чорний пішак · d5 чорний пішак · e5 біла тура · f5 чорний пішак · d4 білий пішак · f4 білий пішак · g3 білий пішак · h2 білий пішак · e1 біла тура · g1 білий король | a8 чорна тура · e8 чорна тура · a7 чорний пішак · b7 чорний король · g7 чорний пішак · h7 чорний пішак · b6 чорний пішак · d5 чорний пішак · e5 біла тура · f5 чорний пішак · d4 білий пішак · f4 білий пішак · g3 білий пішак · h2 білий пішак · e1 біла тура · g1 білий король | a8 чорна тура · e8 чорна тура · a7 чорний пішак · b7 чорний король · g7 чорний пішак · h7 чорний пішак · b6 чорний пішак · d5 чорний пішак · e5 біла тура · f5 чорний пішак · d4 білий пішак · f4 білий пішак · g3 білий пішак · h2 білий пішак · e1 біла тура · g1 білий король | a8 чорна тура · e8 чорна тура · a7 чорний пішак · b7 чорний король · g7 чорний пішак · h7 чорний пішак · b6 чорний пішак · d5 чорний пішак · e5 біла тура · f5 чорний пішак · d4 білий пішак · f4 білий пішак · g3 білий пішак · h2 білий пішак · e1 біла тура · g1 білий король | 2 |
| 1 | a8 чорна тура · e8 чорна тура · a7 чорний пішак · b7 чорний король · g7 чорний пішак · h7 чорний пішак · b6 чорний пішак · d5 чорний пішак · e5 біла тура · f5 чорний пішак · d4 білий пішак · f4 білий пішак · g3 білий пішак · h2 білий пішак · e1 біла тура · g1 білий король | a8 чорна тура · e8 чорна тура · a7 чорний пішак · b7 чорний король · g7 чорний пішак · h7 чорний пішак · b6 чорний пішак · d5 чорний пішак · e5 біла тура · f5 чорний пішак · d4 білий пішак · f4 білий пішак · g3 білий пішак · h2 білий пішак · e1 біла тура · g1 білий король | a8 чорна тура · e8 чорна тура · a7 чорний пішак · b7 чорний король · g7 чорний пішак · h7 чорний пішак · b6 чорний пішак · d5 чорний пішак · e5 біла тура · f5 чорний пішак · d4 білий пішак · f4 білий пішак · g3 білий пішак · h2 білий пішак · e1 біла тура · g1 білий король | a8 чорна тура · e8 чорна тура · a7 чорний пішак · b7 чорний король · g7 чорний пішак · h7 чорний пішак · b6 чорний пішак · d5 чорний пішак · e5 біла тура · f5 чорний пішак · d4 білий пішак · f4 білий пішак · g3 білий пішак · h2 білий пішак · e1 біла тура · g1 білий король | a8 чорна тура · e8 чорна тура · a7 чорний пішак · b7 чорний король · g7 чорний пішак · h7 чорний пішак · b6 чорний пішак · d5 чорний пішак · e5 біла тура · f5 чорний пішак · d4 білий пішак · f4 білий пішак · g3 білий пішак · h2 білий пішак · e1 біла тура · g1 білий король | a8 чорна тура · e8 чорна тура · a7 чорний пішак · b7 чорний король · g7 чорний пішак · h7 чорний пішак · b6 чорний пішак · d5 чорний пішак · e5 біла тура · f5 чорний пішак · d4 білий пішак · f4 білий пішак · g3 білий пішак · h2 білий пішак · e1 біла тура · g1 білий король | a8 чорна тура · e8 чорна тура · a7 чорний пішак · b7 чорний король · g7 чорний пішак · h7 чорний пішак · b6 чорний пішак · d5 чорний пішак · e5 біла тура · f5 чорний пішак · d4 білий пішак · f4 білий пішак · g3 білий пішак · h2 білий пішак · e1 біла тура · g1 білий король | a8 чорна тура · e8 чорна тура · a7 чорний пішак · b7 чорний король · g7 чорний пішак · h7 чорний пішак · b6 чорний пішак · d5 чорний пішак · e5 біла тура · f5 чорний пішак · d4 білий пішак · f4 білий пішак · g3 білий пішак · h2 білий пішак · e1 біла тура · g1 білий король | 1 |
|   | a | b | c | d | e | f | g | h |   |

Різні автори дають різне тлумачення цього поняття: дехто так називає тактичний прийом, котрий полягає в плануванні серії розмінів, що дають ігрову перевагу, найчастіше — обмінів з використанням двох чи більше фігур, розміщених на одній вертикалі, горизонталі чи діагоналі. Такі обміни зазвичай націлені на неможливість суперника запобігти незручному для себе результату. Для прикладу, можна першим ходом поставити однією з фігур батареї шах, коли суперник не матиме іншої можливості, окрім взяття даної фігури, котре надасть можливість подальшого обміну. В шаховій композиції термін використовують для позначення ситуації, коли на одній лінії розташовані дві фігури одного кольору та фігура іншого кольору (не між ними), і хід середньої з фігур призводить до утворення вилки, шаху, загрози мату або здобуття ігрової переваги. Якщо скористатись першим визначенням батареї, то найчастішими є батареї з пари тур або тури й ферзя — на одній горизонталі або вертикалі, ферзя і слона — на одній діагоналі. Трапляються випадки розміщення на одній лінії 2 тур і ферзя (гармата Алехіна) або інших варіантів з 3 чи більше таких фігур.
Батарея з використанням двох слонів є не надто поширеною, оскільки у гравця є два слони, котрі розміщені на полях різного кольору, і тому не можуть опинитися на одній діагоналі. Таку батарею можна утворити лише в тому разі, якщо після досягнення пішаком останньої горизонталі змінити його на слона.
Батарею називають по назві фігури, яка стоїть спереду.
Види батереї:
- Королівська;
- Турова;
- Конева;
- Слонова;
- Пішакова.

Також є діагональна батарея — розміщення двох фігур і короля протилежної сторони на діагональній лінії.